# 齊藤佳央里
齊藤 佳央里（さいとう かおり）は、日本の女優、声優。元クロコダイル所属。
東京都出身。血液型はO型。

## 出演
太字はメインキャラクター。

### テレビアニメ
2016年
- ナゾトキネ（虎児名劉子）
- 美少女遊戯ユニット クレーンゲールギャラクシー（道端寄子）

2017年
- ラブ米 -WE LOVE RICE-（グル子）- 2シリーズ

### 舞台
2013年
- 劇団BLUES TAXI 第22回公演「優しい嘘」@中野ザ・ポケット（鮎川伊織）

2014年
- Drama Collection 第１回公演「SHOUT!」@中目黒ウッディシアター（岩田花子）
- SECOND・N PRODUCE 第6回公演「絡縺」 @千本桜ホール （三浦奈々）
- SECOND・N PRODUCE 第7回公演「HOT SPICE!」@千本桜ホール（沢村千佳）
- 劇団BLUES TAXI 第23回公演「Hello!GoodBye!」@中野ザ・ポケット（桂木）
- 劇団A計劃 第1回公演「じゃ、そういうことで」@中野HOPE （田中ちはる）

2015年
- 劇団ノーティーボーイズ 第15回公演「Only Stupid They」@中野ザ・ポケット（岡野花）
- PANIC MONKEY PRODUCE「BACKSTAGE MONKYS」@中目黒キンケロシアター （齊藤佳央里）
- FREE(s)「Onely」@明石スタジオ （朝枝夕希）

2016年
- Drama Collection 第3回公演「猫に訊け」2役@(俳協)TACCS1179 （如月姫子 、大隈かなえ）

2018年
- 舞台版「あいたま」凱旋公演 ＠エコー劇場（久米直己）

2024年
- ノーティーボーイズ produce ケミカルリアクションACT.3「Only Stupid They」@シアターサンモール（岡野花）